# Политика и дипломатия миротворчества
«Политика и дипломатия миротворчества: политика сдерживания и контрреволюция в Версале» (англ. Politics and diplomacy of peacemaking: containment and counterrevolution at Versailles, 1918—1919) — книга американского историка Арно Майера, опубликованная в 1967—1968 году и посвященная как Парижской мирной конференции в целом, так и Версальскому договору в частности.

## Издания
- Mayer A. J. Politics and diplomacy of peacemaking: containment and counterrevolution at Versailles, 1918—1919 :  [англ.]. — London : Weidenfeld & Nicolson, 1968. — x, 918 p. — OCLC 906069282.